# Filmes de 1938 da Paramount Pictures
Em 1938, a Paramount Pictures lançou um total de 49 filmes.

## Destaques
As produções mais significativas foram:
- The Big Broadcast of 1938, musical de sucesso que marcou a estreia de Bob Hope no cinema e a despedida de W. C. Fields da Paramount
- Bluebeard's Eighth Wife, comédia sofisticada que acabou sendo o derradeiro filme de Ernst Lubitsch para o estúdio
- The Buccaneer, capa-e-espada épico de Cecil B. DeMille aprovado nas bilheterias, apesar do roteiro meio confuso e do falseamento dos fatos históricos[1]
- If I Were King, aventura histórica inspirada na vida de François Villon, a mais satisfatória das versões cinematográficas da peça de Justin McCarthy[2]
- Sing You Sinners, popular comédia dramática em que Bing Crosby provou que podia render também em papéis mais sérios
- Spawn of the North, aventura passada no Alasca do século XIX, com direção segura de Henry Hathaway e elenco liderado por George Raft e Henry Fonda
- You and Me (1938), comédia e crítica social se misturam neste que é o terceiro filme de Fritz Lang nos Estados Unidos

## Prêmios Oscar
Décima primeira cerimônia, com os filmes exibidos em Los Angeles em 1938:
| Filme                     | Indicações                                                                               | Premiações |
| ------------------------- | ---------------------------------------------------------------------------------------- | ---------- |
| The Big Broadcast of 1938 | Canção                                                                                   | Canção     |
| The Buccaneer             | Fotografia                                                                               | ---        |
| Hunky and Spunky          | Curta-Metragem de Animação                                                               | ---        |
| If I Were King            | Ator Coadjuvante (Basil Rathbone) Direção de Arte Gravação de Som Trilha Sonora Original | ---        |
| Tropic Holiday            | Trilha Sonora Original                                                                   | ---        |

### Prêmios Especiais ou Técnicos
- Paramount Productions Inc: Prêmio Especial "pelos destacados progressos na criação de Efeitos Especiais Fotográficos e Sonoros em Spawn of the North: Efeitos Especiais de Gordon Jennings com assistência de Jan Domela, Dev Jennings, Irmin Roberts e Art Smith; Diapositivos de Farciot Edouart com assistência de Loyal Griggs; Efeitos Sonoros de Loren Ryder com assistência de Harry Mills, Louis H. Mesenkop e Walter Oberst"[2][3]

## Os filmes de 1938
| Título original            | Título PT/BR                  | Título PT/PT                  | Astros                            | Diretor            |
| -------------------------- | ----------------------------- | ----------------------------- | --------------------------------- | ------------------ |
| The Arkansas Traveller     | Viver de Filósofos            |                               | Bob Burns, Fay Bainter            | Alfred Santell     |
| Artists and Models Abroad  | No Turbilhão Parisiense       | No Turbilhão de Paris         | Jack Benny, Joan Bennett          | Mitchell Leisen    |
| Bar 20 Justice             | A Mina Misteriosa             |                               | William Boyd, Russell Hayden      | Lesley Selander    |
| The Beachcomber            | Náufragos da Vida             |                               | Charles Laughton, Elsa Lanchester | Erich Pommer       |
| The Big Broadcast of 1938  | Folia a Bordo                 |                               | W. C. Fields, Martha Raye         | Mitchell Leisen    |
| Bluebeard's Eighth Wife    | A Oitava Esposa de Barba-Azul | A Oitava Mulher do Barba Azul | Gary Cooper, Claudette Colbert    | Ernst Lubitsch     |
| Booloo                     | O Tigre Branco                |                               | Colin Tapley, Jayne Regan         | Clyde Elliott      |
| Born to the West           | Trunfos na Mesa               |                               | John Wayne, Johnny Mack Brown     | Charles Barton     |
| The Buccaneer              | Lafitte, o Corsário           | O Corsário Lafitte            | Fredric March, Franciska Gaal     | Cecil B. DeMille   |
| Bulldog Drummond in Africa | Bulldog Drummond na Africa    |                               | John Howard, Heather Angel        | Louis King         |
| Bulldog Drummond's Peril   | Bulldog Drummond em Perigo    |                               | John Howard, John Barrymore       | James Hogan        |
| Campus Confessions         | Caloura entre Calouros        |                               | Betty Grable, William Henry       | George Archainbaud |
| Cassidy of Bar 20          | A Única Testemunha            |                               | William Boyd, Russell Hayden      | Lesley Selander    |
| Cocoanut Grove             | Hollywood É Nossa             |                               | Fred MacMurray, Harriet Hilliard  | Alfred Santell     |
| College Swing              | Jazz Academia                 |                               | George Burns, Gracie Allen        | Raoul Walsh        |
| Dangerous to Know          | Verdugo de Si Mesmo           |                               | Anna May Wong, Akim Tamiroff      | Robert Florey      |
| Doctor Rhythm              | Doutor Ré-Mi-Bemol            |                               | Bing Crosby, Mary Carlisle        | Frank Tuttle       |
| The Frontiersman           | Médico Rural                  |                               | William Boyd, Russell Hayden      | Lesley Selander    |
| Give Me a Sailor           | Quero um Marido               |                               | Martha Raye, Bob Hope             | Elliott Nugent     |
| The Heart of Arizona       | Coração do Arizona            |                               | William Boyd, Russell Hayden      | Lesley Selander    |
| Her Jungle Love            | Idílio na Selva               | Paixão Selvagem               | Dorothy Lamour, Ray Milland       | George Archainbaud |
| Hunted Men                 | Foragido da Justiça           |                               | Lloyd Nolan, Mary Carlisle        | Louis King         |
| If I Were King             | Se Eu Fora Rei                |                               | Ronald Colman, Basil Rathbone     | Frank Lloyd        |
| Illegal Traffic            | Cumplicidade Feminina         |                               | Robert Preston, Mary Carlisle     | Louis King         |
| In Old Mexico              | Felicidade em Brumas          |                               | William Boyd, Russell Hayden      | Edward Venturini   |
| King of Alcatraz           | O Tirano de Alcatraz          |                               | Gail Patrick, Lloyd Nolan         | Robert Florey      |
| Little Orphan Annie        | Aventuras de Lili             |                               | Ann Gillis, Robert Kent           | Ben Holmes         |
| Love on Toast              | Amar Não É Sopa               |                               | John Payne, Stella Ardler         | E. A. Dupont       |
| Men with Wings             | Conquistadores do Ar          | Homens com Asas               | Fred MacMurray, Ray Milland       | William Wellman    |
| The Mysterious Rider       | O Cavaleiro Misterioso        |                               | Russell Hayden, Sidney Toler      | Lesley Selander    |
| Pride of the West          | Sob o Céu do Oeste            |                               | William Boyd, Russell Hayden      | Lesley Selander    |
| Prison Farm                | Penas de Amor                 |                               | Shirley Ross, Lloyd Nolan         | Louis King         |
| Professor Beware           | O Professor Faraó             | Professor, Tenha Cautela      | Harold Lloyd, Phyllis Welch       | Elliott Nugent     |
| Ride a Crooked Mile        | Sangue de Cossaco             |                               | Akim Tamiroff, Frances Farmer     | Alfred Green       |
| Romance in the Dark        | A Princesa e o Galã           |                               | Gladys Swarthout, John Boles      | H. C. Potter       |
| Say It in French           | Diga-me em Francês            | Diz-mo em Francês             | Ray Milland, Olympe Bradna        | Andrew L. Stone    |
| Scandal Street             | A Mal-Falada                  |                               | Lew Ayres, Louise Campbell        | James Hogan        |
| Sing You Sinners           | Uma Família Gozada            |                               | Bing Crosby, Fred MacMurray       | Wesley Ruggles     |
| Sons of the Legion         | O Filho do Desertor           |                               | Lynne Overman, Evelyn Keyes       | James Hogan        |
| Spawn of the North         | Lobos do Norte                |                               | George Raft, Henry Fonda          | Henry Hathaway     |
| Stolen Heaven              | Céu Roubado                   |                               | Gene Raymond, Olympe Bradna       | Andrew L. Stone    |
| The Sunset Trail           | O Tolo Esperto                |                               | William Boyd, Russell Hayden      | Lesley Selander    |
| The Texans                 | A Heroína do Texas            |                               | Joan Bennett, Randolph Scott      | James Hogan        |
| Thanks for the Memory      | Novela em Família             |                               | Bob Hope, Shirley Ross            | George Archainbaud |
| Tip-Off Girls              | Garota de Isca                |                               | Lloyd Nolan, Mary Carlisle        | Louis King         |
| Tom Sawyer, Detective      | Tom Sawyer, Detetive          |                               | Donald O'Connor, Billy Cook       | Louis King         |
| Touchdown, Army!           | Uma Loura a Prêmio            |                               | John Howard, Robert Cummings      | Kurt Neumann       |
| Tropic Holiday             | Feitiço no Trópico            |                               | Dorothy Lamour, Ray Milland       | Theodore Reed      |
| You and Me                 | Casamento Proibido            | Sozinho na Vida               | Sylvia Sidney, George Raft        | Fritz Lang         |